# Greater than One
Pour les articles homonymes, voir Wells, Newman et GTO.
Greater Than One est un groupe britannique de musiques électroniques, fondé par le couple Michael Wells et Lee Newman en 1985. Ils ont commercialisé un bon nombre d'albums sous ce nom de scène et également sous les noms de Tricky Disco, GTO, John + Julie, Church of Extacy, Signs of Chaos, T.D.5, Salami Brothers, Killout Squad, Technohead, L.E.D. et Gravity Noir. Seulement quelques-uns de leurs singles ont rencontré du succès. Depuis le décès de Newman le 4 août 1995 d'un cancer, Wells continue à sortir quelques compositions sous plusieurs de ses noms de scène incluant The Man et S.O.L.O.

## Biographie

### Débuts
En 1985, Newman et Wells font connaissance au Royal College of Art à Londres, forment le groupe musical Greater Than One, et commercialisent officiellement leur premier album intitulé Kill the Pedagogue sur cassette audio. À la fin des années 1980, ils organisent une exposition d'art accompagnée de leur musique : « lorsque le public entier était entré, nous avons commencé à diffuser notre musique… ». Ils créent leur propre label Kunst=Kapital et commercialisent quatre de leurs albums sous ce nom de scène entre 1987 et 1990. En 1991, Patrick Knight de Gravity Noir sort un maxi single intitulé Listen to the rhythm flow sur son propre label Jumping Man Records, qui devient un succès mondial,,.

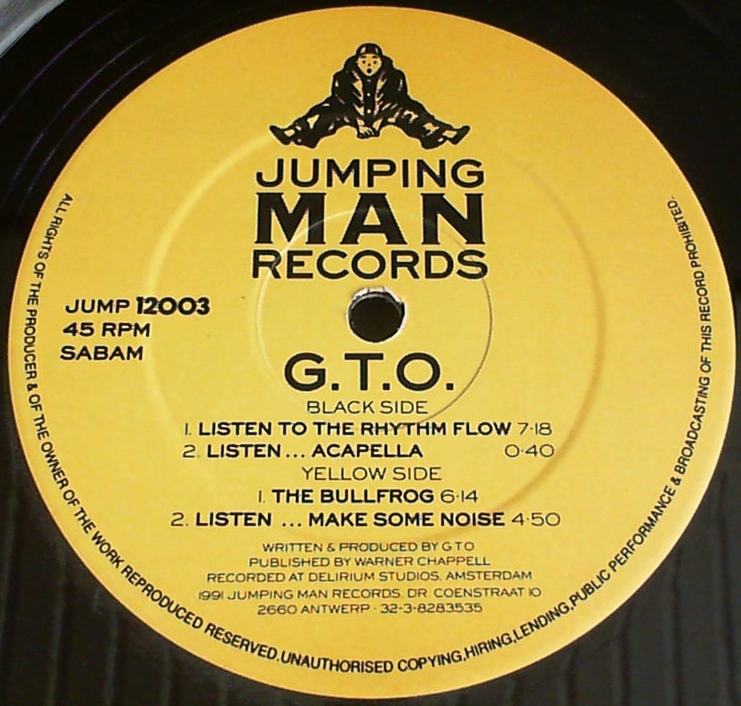
Label de 1991 "Jumping Man Records" enregistrement de "Listen To The Rhythm Flow" interprété par GTO

### Succès
Leurs premiers succès viennent de leur musique trance intitulée Pure, diffusée par Chrysalis Records, suivie de très près par Tricky Disco sur Warp Records qui atteint la 14e place au UK Singles Chart en juillet 1990. Ils utilisent un bon nombre de noms de scène car ils avaient peur de ne plus être médiatisé par la presse, si celle-ci venait à apprendre que les compositions étaient créées par le même groupe. Comme le note Newman, « si vous leur donnez Tricky Disco pendant une semaine, John and Julie deux semaines plus tard et GTO un mois plus tard, ils s'intéresseront à tout ». Leurs noms de scène leur ont également permis de commercialiser plusieurs genres musicaux via de nombreux labels. Leur single Double Happiness sous John and Julie est apparu à XL Recordings ; l'album Tip of the Iceberg (1993) sous GTO a été diffusé par REACT et leur album Headsex (1995) sous Technohead a été diffusé par Mokum Records.
Le groupe diffuse son premier maxi, sous le nom de Technohead, intitulé The Passion : E.P. en 1993 sous le label discographique React. En 1994, ils composent Jetset / Accelerator au label Mokum Records. Le cinquième EP du groupe sous ce nom, I Wanna Be a Hippy, marque le début du succès pour le couple britannique. Le single atteint les classements d'une douzaine de pays en Europe et hors des frontières européennes. Il apparaît initialement dans le maxi intitulé Mary Jane et dans l'album studio intitulé Headsex. Le single est également accompagné d'un clip vidéo promotionnel contenant le remix du duo néerlandais Flamman & Abraxas. Ce clip fait apparaître pour la première fois quatre membres du futur groupe Party Animals (Flamman & Abraxas faisant partie de ce futur groupe) ; trois jeunes individus au crâne rasé chassant un hippie à travers un parc à Amsterdam avec des marteaux gonflables. Cependant, Lee, épouse de Michael, décède le 4 août 1995 des suites d'un très sérieux cancer de la peau avant même de savoir que le single a été récompensé d'un disque d'or.
Trois jours avant le décès de Lee Newman, l'album Headsex est publié le 1er août 1995, sous format CD, cassette et vinyle LP et contient plusieurs mixes de Carl Cox et autres deejays européens. Il contient également leur plus gros succès qu'est le single I Wanna Be a Hippy. Il atteint quelques classements musicaux dont l'Ultratop 50 (Belgique) et reste encore actuellement l'album de la scène « hardcore » le plus vendu. Il est également accompagné d'un clip vidéo promotionnel qui avait été diffusé en 1995 en Allemagne et aux Pays-Bas sur VIVA.
L'EP Banana-na-na, ou Banana-Na-Na (Dumb Diddy Dumb), est commercialisé en 1996. Il atteint la soixante-quatrième place des UK Charts,. L'EP qui suit, Happy Birthday, est publié en formats CD maxi et vinyle en 1996 et atteint la dix-huitième place des UK Charts le 4 mai 1996. Il marquera le dernier single de Technohead avant que Michael Wells ne compose sous un autre nom. Le single atteint la centième place aux Media Control AG en Allemagne, la vingt-huitième place du Dutch Top 40 aux Pays-Bas, et la vingtième place du Suomen virallinen lista en Finlande.

## Discographie

### Studio albums
- 1985 : Kill the Pedagogue (sous Greater than One)
- 1987 : All the Masters Licked Me (sous Greater than One)
- 1987 : Trust (sous Greater than One)
- 1988 : Dance of the Cowards (sous Greater than One)
- 1989 : London (sous Greater than One)
- 1989 : G-Force (sous Greater than One)
- 1991 : Duty + Trust (sous Greater than One)
- 1993 : Tip of the Iceberg (sous GTO)
- 1993 : Technohead (sous Church of Extacy)
- 1995 : Headsex (sous Technohead)
- 1996 : Frankenscience(sous Signs ov Chaos)
- 1997 : Phunk Box (sous The Man)
- 1998 : Departure (sous Signs of Chaos)
- 1999 : Out Is In (sous S.O.L.O.)

### Singles

#### G.T.O.
| 1990                                                         | Pure                      |  |  |  |  |  |  |  |  | 57 | * UK: | Tip Of The Iceberg |
| 1991                                                         | Listen To The Rhythm Flow |  |  |  |  |  |  |  |  | 72 | * UK: | Tip Of The Iceberg |
| 1992                                                         | Elevation                 |  |  |  |  |  |  |  |  | 59 | * UK: | Tip Of The Iceberg |
| « — » montre les singles qui n'ont atteint aucun classement. |                           |  |  |  |  |  |  |  |  |    |       |                    |

#### Technohead
| 1995                                                         | I Wanna Be a Hippy                               | 20 | 1 | 1  | 12 | 1   | 5  | 1  | 5 | 6  | - GER: Or - UK: Argent | Headsex            |
| 1995                                                         | Headsex                                          | —  | — | 50 | —  | —   | —  | —  | — | —  |                        | Headsex            |
| 1996                                                         | Happy Birthday                                   | —  | — | —  | 20 | 100 | 23 | 28 | — | 18 |                        | Singles uniquement |
| 1996                                                         | Banana Na Na (Dumb Bi Bumb)                      | —  | — | —  | —  | —   | —  | 36 | — | 64 |                        | Singles uniquement |
| 2004                                                         | I Wanna Be Hippy (I Wanna Get Stoned 2004 Remix) | —  | — | —  | —  | —   | —  | 58 | — | —  |                        | Singles uniquement |
| « — » montre les singles qui n'ont atteint aucun classement. |                                                  |    |   |    |    |     |    |    |   |    |                        |                    |